# Jeep Patriot
A Patriot é um utilitário esportivo de porte médio da Jeep.
Foi um dos primeiros modelos do Grupo Chrysler a oferecer versões com transmissão continuamente variável (Câmbio CVT) fabricada pela Jatco.